# Olympijské tenisové centrum (Rio de Janeiro)
Olympijské tenisové centrum (portugalsky: Centro Olímpico de Tênis) je tenisový areál ležící v Barra da Tijuca, součásti západní zóny brazilského velkoměsta Rio de Janeiro. Nachází se v blízkosti olympijské vesnice a náleží do Olympijského parku Barra.
Výstavba na ploše bývalého okruhu Formule 1 Jacarepaguá (Autodrome Internacional Nelson Piquet) započala v roce 2013 a k otevření došlo roku 2016.

## Charakteristika
Olympijské centrum obsahuje hlavní stadion a dalších 15 otevřených dvorců na rozloze devíti hektarů. Položeným povrchem je tvrdý GreenSet Grand Prix Cushion,, podobný řadě severoamerických turnajů, včetně US Open Series. 
Kapacita centrálního kurtu činí 10 000 diváků. V prosinci 2015 byl pojmenován na počest bývalé brazilské tenistky a grandslamové vítězky Marie Esther Buenové, která se stala první ženou historie, jež triumfovala na všech ženských deblových grandslamech v jediném kalendářním roce. Dvorec č. 1 pojme 5 000 přihlížejících a do ochozů kurtu č. 2 se vtěsná 3 000 návštěvníků. Do každého ze zbylých soutěžních dvorců může zavítat až 250 diváků.
Areál se v srpnu 2016 stal dějištěm tenisových turnajů Letních olympijských her 2016 a následně Letních paralympijských her 2016. Deset kurtů bylo soutěžních a šest sloužilo pro tréninkové účely. Po skončení těchto akcí mělo být devět dvorců zachováno pro tenisové účely.
Olympijský vítěz z roku 2008, přezdívaný „antukový král“, Rafael Nadal byl překvapen volbou tvrdého povrchu pro olympijský turnaj 2016 namísto tradiční jihoamerické antuky, na níž se také odehrává profesionální turnaj Rio Open. Organizátoři volbu odůvodnili snahou umožnit hráčům plynulý přechod na grandslamový US Open, který se uskutečnil dva týdny po olympijském turnaji.

## Galerie

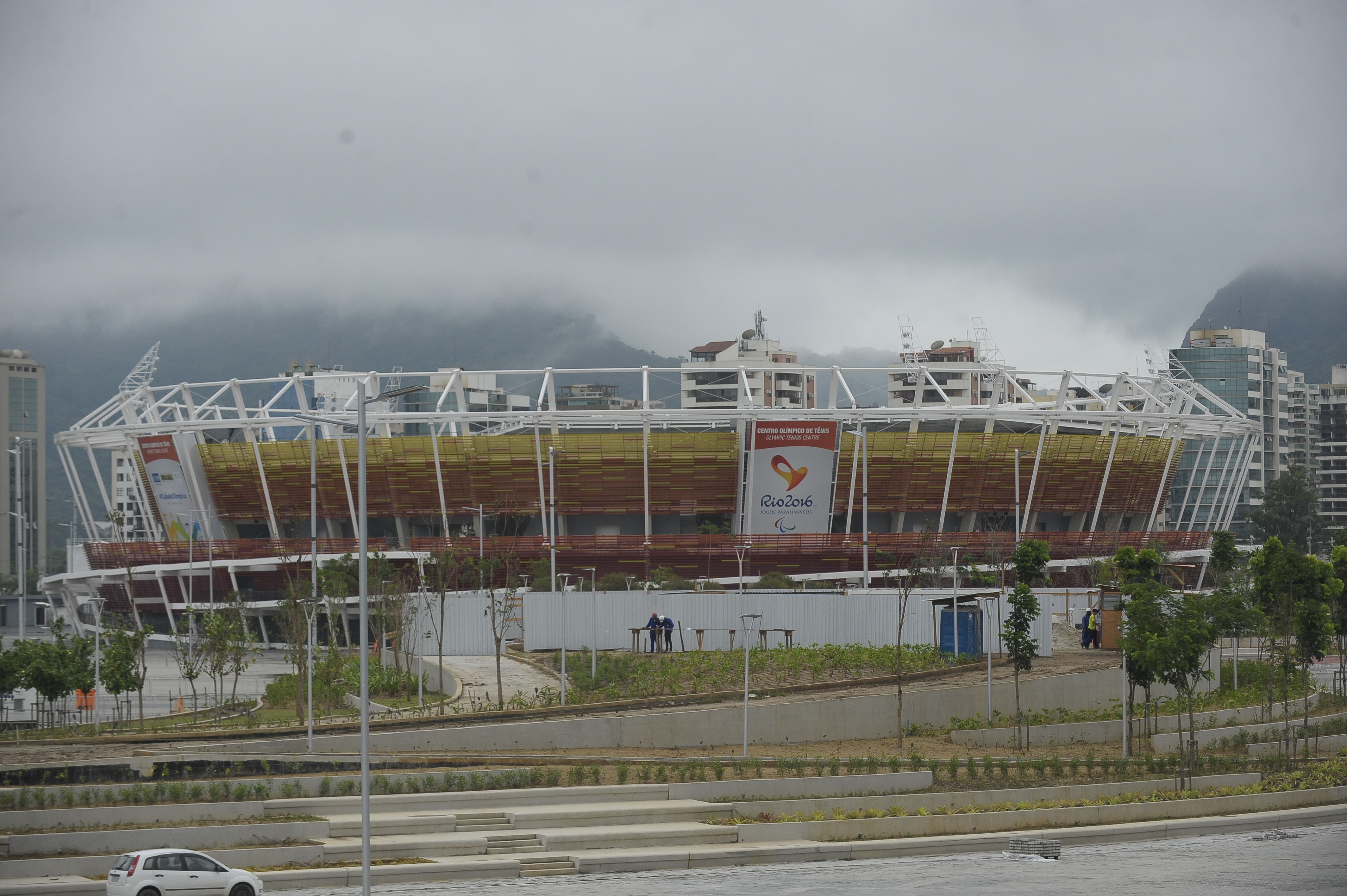
exteriér dvorce Marie Buenové
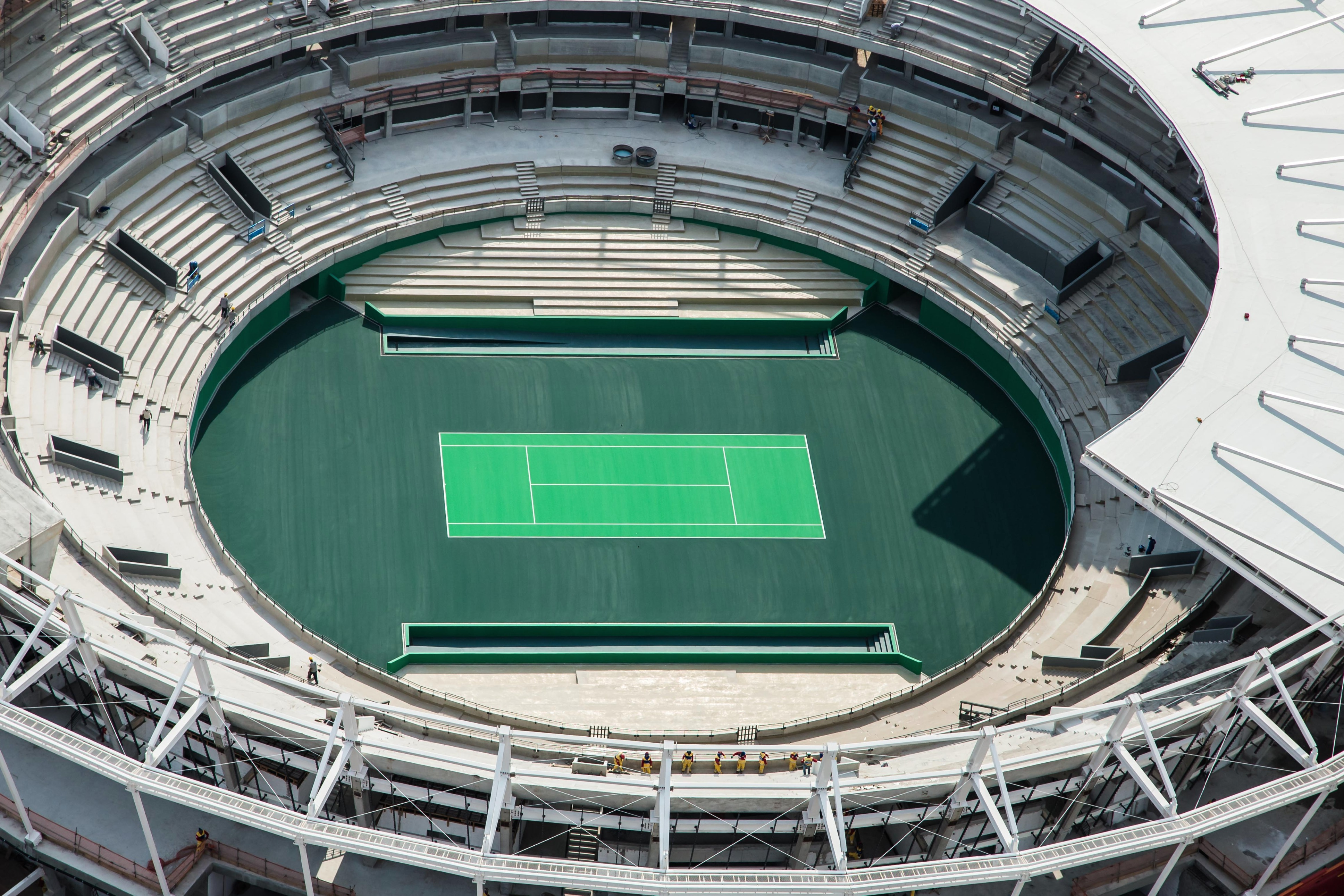
dvorec Marie Buenové
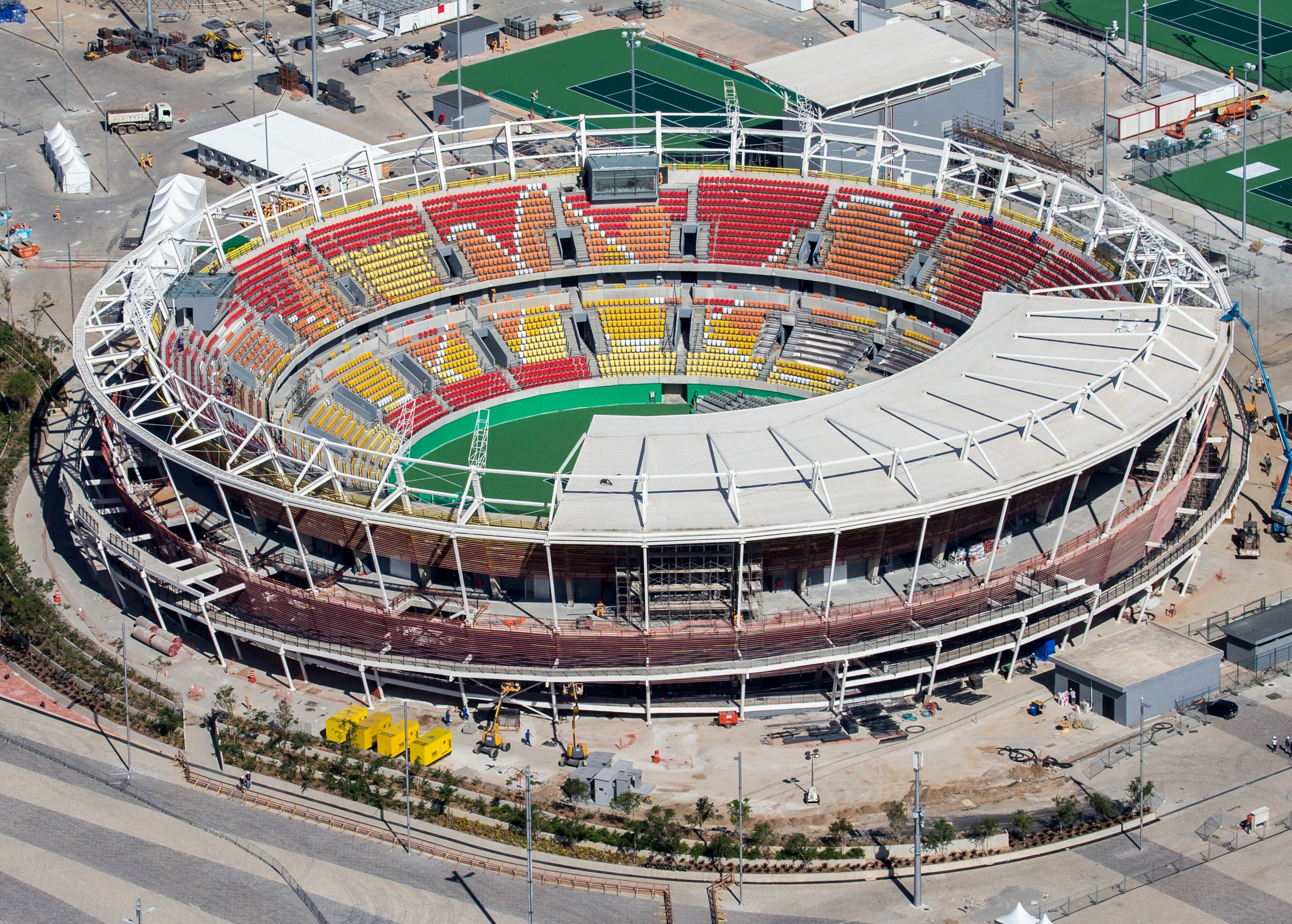
dvorec Marie Buenové